# Malagueña

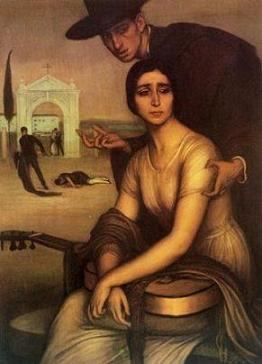
Malagueña – obraz z roku 1917 autorstwa hiszpańskiego malarza Julio Romero de Torresa

Malagueña z hiszpańskiego dosłownie pochodzący z Malagi to wspólna nazwa określająca trzy typy muzyki hiszpańskiej z prowincji Málaga i Murcja:
- lokalny wariant tańca fandango, w takcie trójmiarowym i szybkim tempie.
- utwory taneczne podobne do chaconne i passacaglii, oparte na ostinatowym basie.
- typ pieśni o swobodnej budowie i silnych akcentach emocjonalnych.

To także jeden z tradycyjnych stylów (tzw. palos) flamenco.
Malagueña to również pieśń Ernesta Lecuony, a Malaguenia to utwór Isaaca Albéniza.